# Reserva indígena Yavarí Tapiche
La Reserva indígena Yavarí Tapiche es un área de protección en Perú para pueblos indígenas en situación de aislamiento y contacto inicial (PIACI).Tiene una superficie de 1 095 877.17 ha.Se encuentra entre los distritos de Soplín, Alto Tapiche y Yaquerana de la provincia de Requena, en la región Loreto.El objetivo de la reserva es la protección de los derechos, territorio y condiciones que aseguren la existencia e integridad de los pueblos indígenas en situación de aislamiento matsés, remo (isconahua), marubo y otros pueblos indígenas en situación de aislamiento, cuya pertenencia étnica no ha sido posible identificar.

## Creación
Se estableció el 10 de marzo de 2021 como la primera solicitud de creación de reserva indígena categorizada por el Estado peruano, de acuerdo con el Decreto Supremo n.° 007-2021-MC, en cumplimiento de lo dispuesto en la Ley n.° 28736. Esta creación se concretó después de un periodo de 18 años desde que grupos indígenas, tanto a nivel departamental en Loreto como a nivel nacional, presentaran la solicitud.

## Amenazas a la reserva
La explotación forestal en zonas con concesiones, en comunidades indígenas o de manera ilegal, acompañada del incremento de los cultivos de coca y el narcotráfico, constituyen las principales amenazas para la preservación de los pueblos indígenas en aislamiento y en contacto inicial que habitan en este territorio. Además, se suma a todo ello la extracción de oro y la construcción de carreteras y caminos como problemáticas adicionales.